# Mark Salling
Mark Wayne Salling (ur. 17 sierpnia 1982 w Dallas, zm. 30 stycznia 2018 w Los Angeles) – amerykański aktor telewizyjny i muzyk. W serialu musicalowym Glee (FOX) grał postać Noah „Pucka” Puckermana.

## Życiorys

### Wczesne lata
Przyszedł na świat w Dallas w Teksasie jako młodsze z dwojga dzieci szkolnej sekretarki Condy Sue (z domu Wherry) i księgowego Johna Roberta Sallinga Jr.. Wychowywał się w surowym chrześcijańskim domu i uczęszczał do Providence Christian School oraz Our Redeemer Lutheran. Rozpoczął edukację w Culver Military Academy, ale jej nie ukończył. W szkole średniej, Lake Highlands High School, należał do drużyny zapaśniczej, a jego klasową koleżanką była także Annie Clark. Po ukończeniu szkoły w 2001 przeprowadził się do Los Angeles. Uczęszczał do Los Angeles Music Academy College of Music w Pasadenie w Kalifornii i uczył się gry na gitarze.

### Kariera
W 1996 zadebiutował na ekranie w filmie Dzieci kukurydzy IV: Zgromadzenie (Children of the Corn IV: The Gathering) z Naomi Watts. 8 lutego 2008 ukazał się jego debiutancki album Smoke Signals wydany przez Jericho Records. W 2009 został zaangażowany do roli Noah „Pucka” Puckermana w serialu musicalowym FOX Glee. W roku 2010 nagrał drugą płytę Pipe Dreams.

## Życie prywatne
Spotykał się z Audriną Patridge (2009–2010), Nayą Riverą (2010), Seleną Gomez (2010), modelką Playboya Roxanne Dawn (2010–2011), Solenn Heussaff (2011) i Denyse Tontz (2014).

## Problemy z prawem
W styczniu 2013 został oskarżony przez swoją byłą dziewczynę Roxanne Gorzelę o zmuszanie jej do uprawiania seksu bez prezerwatywy. Kobieta twierdziła także, że gdy próbowała rozmawiać z Sallingiem o tym incydencie, ten popchnął ją na ziemię. Zaprzeczył oskarżeniom i złożył pozew w sądzie oskarżając ją o zniesławienie. W marcu 2015 doszło do ugody, Salling zapłacił 2,7 mln dolarów.
29 grudnia 2015 został aresztowany w swoim domu w Sunland w Los Angeles za posiadanie pornografii dziecięcej. Wyszedł z aresztu na wolność po wpłacie kaucji w wysokości 20 tys. dolarów. Los Angeles Police Department (LAPD) – Internet Crimes Against Children prowadziła śledztwo przez dwa tygodnie – po tym jak otrzymała zawiadomienie od byłej dziewczyny Sallinga. Policjanci skonfiskowali komputer i inny elektroniczny sprzęt aktora – po tym jak Salling nie chciał podać im hasła. Według TMZ.com, na komputerze znaleziono ponad tysiąc zdjęć dzieci. 27 maja 2016 Salling został oficjalnie oskarżony.
Przyznał się do posiadania dziecięcej pornografii. Miał na komputerze 25 tys. zdjęć dzieci w sytuacjach związanych z seksem. Dziecięcia pornografia została odnaleziona na laptopie i przenośnych nośnikach pamięci należących do Sallinga. Salling  pokazał kilka zdjęć swojej dziewczynie, która zgłosiła ten fakt na policję. Sallingowi groziła kara 20 lat pozbawienia wolności, jednak aktor zawarł w sądzie ugodę, zgodnie z którą miał spędzić w więzieniu od czterech do siedmiu lat oraz zostać wpisany do rejestru przestępców seksualnych. Wyrok miał zapaść w marcu 2018. 

### Śmierć
30 stycznia 2018 w Tujunga, okolicach Los Angeles w stanie Kalifornia w wieku 35 lat Mark Wayne Salling popełnił samobójstwo. Przyczyną śmierci było uduszenie na skutek powieszenia.

## Filmografia
- 1996: Dzieci kukurydzy IV: Zgromadzenie (Children of the Corn IV: The Gathering) jako James Rhodes
- 1999: Strażnik Teksasu (Walker, Texas Ranger) jako Billy
- 2006: The Graveyard jako Eric
- 2009–2015: Glee jako Noah „Puck” Puckerman
- 2014: Rocky Road (TV) jako Harrison Burke
- 2016: Adi Shankar's Gods and Secrets

## Dyskografia

### albumy studyjne

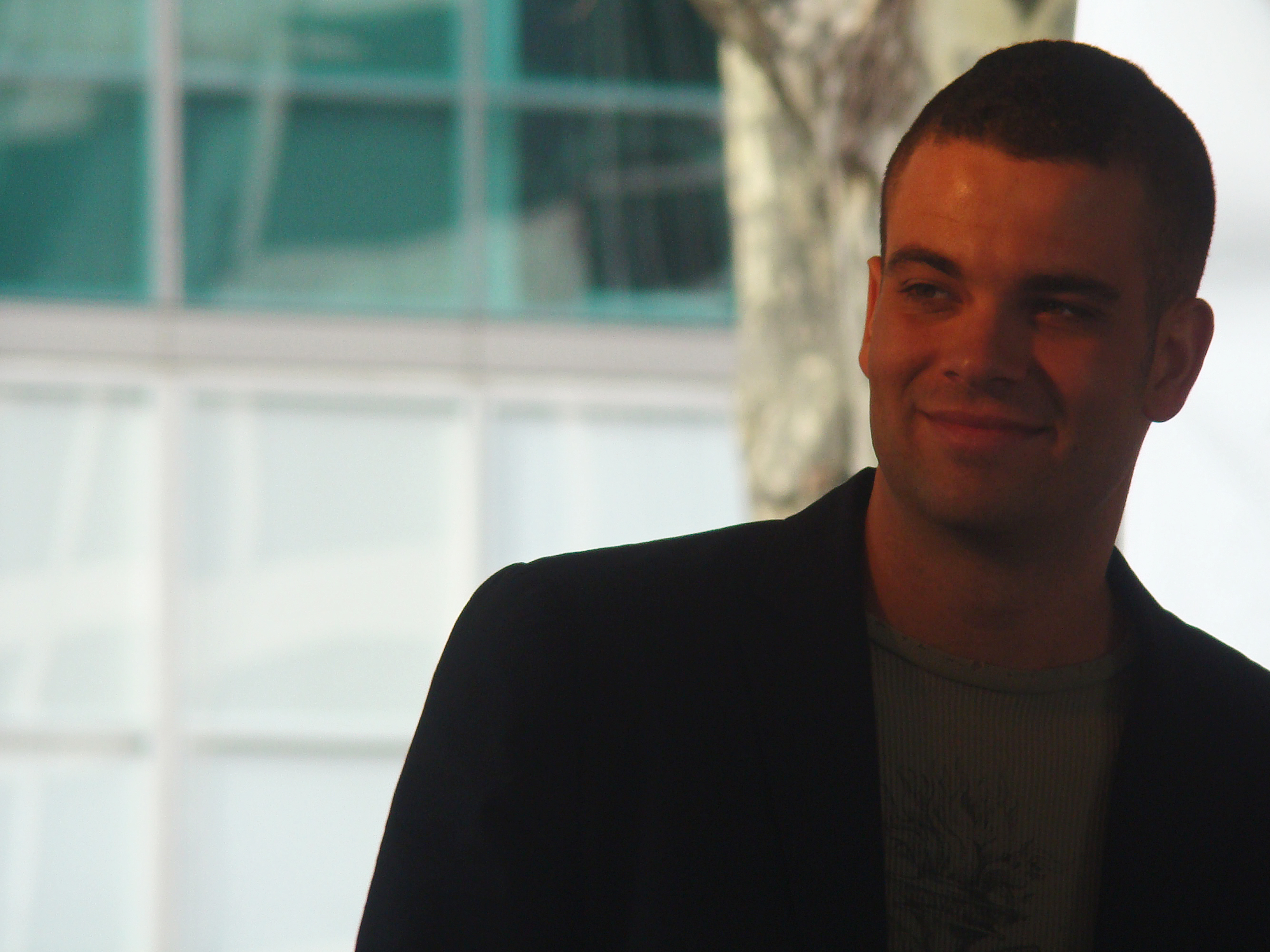
Salling w 2009.

- 2008: Smoke Signals Salling w 2009.
- 2010: Pipe Dreams

### single
- 2010: „Higher Power”

### soundtracki
- 2009: Glee: The Music, Volume 1
- 2009: Glee: The Music, Volume 2
- 2010: Glee: The Music, The Power of Madonna
- 2010: Glee: The Music, Volume 3 – Showstoppers
- 2010: Glee: The Music, Journey to Regionals

## Nagrody
- Nagroda Gildii Aktorów Ekranowych
  - Wygrana: SAG Najlepszy zespół aktorski w serialu komediowym lub musicalu
  - (2009) za Glee